# Warren Hymer
Edgar Warren Hymer (New York, 25 febbraio 1906 – Los Angeles, 25 marzo 1948) è stato un attore statunitense.
Partecipato a 128 film nel corso della sua carriera, durata dal 1929 al 1946. Morì all'età di 42 anni.

## Filmografia parziale
- Il richiamo della terra (The Far Call), regia di Allan Dwan (1929)
- Rivincita (Speakeasy), regia di Benjamin Stoloff (1929)
- Follie del giorno (Fox Movietone Follies of 1929), regia di David Butler (1929)
- Giustizia dei ghiacci (Frozen Justice), regia di Allan Dwan (1929)
- The Lone Star Ranger, regia di A.F. Erickson (1930)
- Il sottomarino (Men Without Women), regia di John Ford (1930)
- Temerario nato (Born Reckless), regia di Andrew Bennison e John Ford (1930)
- Up the River, regia di John Ford (1930)
- La crociera del delitto (Charlie Chan Carries On), regia di Hamilton MacFadden (1931)
- Goldie, regia di Benjamin Stoloff (1931)
- Amanti senza domani (One Way Passage), regia di Tay Garnett (1932)
- 20.000 anni a Sing Sing (20.000 Years in Sing Sing), regia di Michael Curtiz (1932)
- Lo scandalo dei miliardi (The Billion Dollar Scandal), regia di Harry Joe Brown (1933)
- Mary a mezzanotte (Midnight Mary), regia di William A. Wellman (1933)
- Il suo ufficiale di marina (Her First Mate), regia di William Wyler (1933)
- Il paradiso delle stelle (George White's Scandals), regia di Thornton Freeland, Harry Lachman e George White (1934)
- Zampa di gatto (The Cat's-Paw), regia di Sam Taylor (1934)
- She Loves Me Not, regia di Elliott Nugent (1934)
- Belle of the Nineties, regia di Leo McCarey (1934)
- Il giglio d'oro (The Gilded Lily), regia di Wesley Ruggles (1935)
- The Case of the Curious Bride, regia di Michael Curtiz (1935)
- Un angolo di paradiso (Our Little Girl), regia di John S. Robertson (1935)
- San Francisco, regia di W.S. Van Dyke (1936)
- Rhythm on the Range, regia di Norman Taurog (1936)
- Sono innocente (You Only Live Once), regia di Fritz Lang (1937)
- Alì Babà va in città (Ali Baba Goes to Town), regia di David Butler (1937)
- L'ottava moglie di Barbablù (Bluebeard's Eighth Wife), regia di Ernst Lubitsch (1938)
- You and Me, regia di Fritz Lang (1938)
- Gateway, regia di Alfred L. Werker (1938)
- Pattuglia sottomarina (Submarine Patrol), regia di John Ford (1938)
- Mr. Moto nell'isola del pericolo (Mr. Moto in Danger Island), regia di Herbert I. Leeds (1939)
- Calling All Marines, regia di John H. Auer (1939)
- Partita d'azzardo (Destry Rides Again), regia di George Marshall (1939)
- Che succede a San Francisco? (The Lady and the Mob), regia di Benjamin Stoloff (1939)
- Arriva John Doe (Meet John Doe), regia di Frank Capra (1941)
- Skylark, regia di Mark Sandrich (1941)
- Dottor Broadway (Dr. Broadway), regia di Anthony Mann (1942)
- Morgan il bandito (Baby Face Morgan), regia di Arthur Dreifuss (1942)
- Viaggio per la libertà (Gangway for Tomorrow), regia di John H. Auer (1943)